# Neoantistea santana
Neoantistea santana là một loài nhện trong họ Hahniidae.
Loài này thuộc chi Neoantistea. Neoantistea santana được Ralph Vary Chamberlin & Wilton Ivie miêu tả năm 1942.